# Vicente Carretero
Vicente Carretero (né le 19 avril 1915 et mort le 27 septembre 1962 à Madrid) est un coureur cycliste espagnol. Professionnel de 1932 à 1947, il a notamment remporté six étapes du Tour d'Espagne.

## Biographie
Vicente Carretero effectue la totalité de sa carrière en Espagne. Dès 1932, il se distingue par de bons résultats sur des courses nationales, à 17 ans. En 1936, il s'illustre lors de la deuxième édition du Tour d'Espagne en remportant cinq étapes. Cependant, il interrompt sa carrière pendant la Guerre civile espagnole, tout comme bon de cyclistes espagnols à l'époque. Il refait son retour à la compétition en 1941, année où il obtient un nouveau succès d'étape sur la Vuelta, qu'il termine à la huitième place. En 1945, il remporte cinq étapes et le classement de la montagne du Tour de Catalogne.
Il meurt en 1962 à 47 ans, des suites d'une maladie.

## Palmarès
- 1932
  - 2e de Reus-Barcelone-Reus
- 1934
  - Clásica a los Puertos
  - 2e du Tour d'Alava
  - 3e de la Classique d'Ordizia
- 1936
  - 3e, 5e, 10e, 13e et 18e étapes du Tour d'Espagne
  - Tarragone-Madrid
  - Jaca-Barcelone
- 1940
  - Madrid-Valence
  - 2e étape du Tour du Levant
- 1941
  - 21e étape du Tour d'Espagne
  - 8e du Tour d'Espagne
- 1942
  - 7e étape du Circuito del Norte
  - Circuito de la Ribera de Jalón
  - 3e de la Subida a Arantzazu
- 1943
  - 4e étape du Tour du Levant
  - GP Álava
- 1944
  - 1re et 4e étapes du GP Ayutamiento de Bilbao
  - 2e du GP Pascuas
  - 3e du GP Vizcaya
  - 3e du championnat d'Espagne sur route
- 1945
  - 3e, 4e, 8e, 11e, 12eb et 13e étapes du Tour de Catalogne
  - Championnat de Barcelone
  - 4e du Tour de Catalogne
- 1946
  - Circuito de la Ribera de Jalón

## Résultats sur le Tour d'Espagne
6 participations
- 1936 : 11e, vainqueur des 3e, 5e, 10e, 13e et 18e étapes
- 1941 : 8e, vainqueur de la 21e étape
- 1942 : abandon (3e étape[4])
- 1945 : abandon (2e étape[5])
- 1946 : non-partant (7e étape[6])
- 1947 : 14e